# Princisia vanwaerebeki
Princisia vanwaerebeki är en kackerlacksart som beskrevs av van Herrewege 1973. Princisia vanwaerebeki ingår i släktet Princisia och familjen jättekackerlackor. Inga underarter finns listade i Catalogue of Life.